# Faglia Nojima

la faglia è indicata in rosso

La faglia Nojima (野岛断层?, Nojima Danso) è una faglia attiva che attraversa il Giappone dall'isola di Awaji nella baia di Osaka, fino alla città di Kōbe. È una delle faglie attive della linea Arima-Takatsuki, che costituisce un ramo della linea tettonica mediana giapponese. 

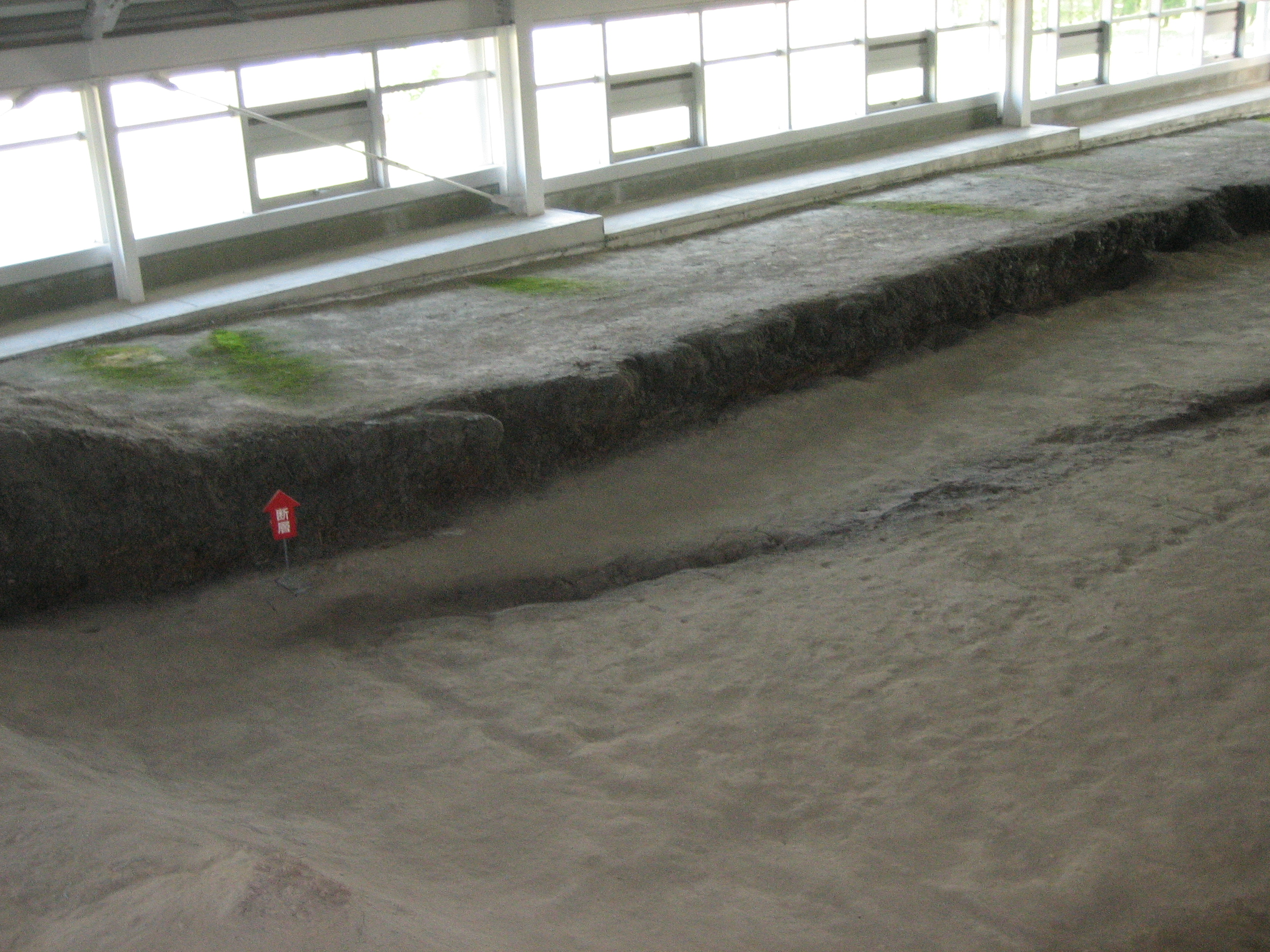
Faglia Nojima ad Awaji

La faglia di Nojima è stata la causa del grande terremoto di Kobe il 17 gennaio 1995, di magnitudo 6,9 della scala Richter, il peggiore dopo il disastro di Tokyo nel 1923. Il sisma è durato 20 secondi, e ha avuto conseguenze devastanti. Circa 6 300 persone sono morte, 300 000 hanno perso la casa. Secondo esperti sismologi, il meno devastante terremoto di Osaka del 2018, di magnitudo 5,3, sarebbe stato causato da una faglia rimasta a lungo inattiva che potrebbe comunque influire sulle vicine faglie della linea Arima-Takatsuki, alle quali è collegata, e provocare nuovi terremoti.